# Heinkel He 114
Heinkel He 114 – niemiecki wodnosamolot rozpoznawczy zaprojektowany w 1935 w zakładach Heinkel Flugzeugwerke. Zastąpił wcześniejszego He 60, sam jednak nie pozostał długo w użyciu, gdyż po opracowaniu Arado Ar 196 ta nowa konstrukcja została podstawowym niemieckim wodnosamolotem rozpoznawczym.
Istniejące egzemplarze postanowiono wyeksportować, 39 trafiło do Szwecji (nosiły tam oznaczenie S12) gdzie służyły do 1945, natomiast 12 sprzedano do Rumunii służyły do 1943.
Używany też w Hiszpanii, w tym w okresie powojennym na krążowniku „Miguel de Cervantes”.